# Пышей
Пышей — река в России, протекает в Межевском районе Костромской области. Устье реки находится в 130 км по правому берегу реки Межа. Длина реки составляет 15 км.
Исток реки находится в лесах севернее деревни Нагорное в 20 км к северо-западу от села Георгиевское. Река течёт на юго-восток, близ реки — деревни Нагорное, Абросиха и Фадеево. Крупнейшие притоки — Волоковая (правый) и Черепица (левый). Впадает в Межу напротив деревни Заречная.

## Данные водного реестра
По данным государственного водного реестра России относится к Верхневолжскому бассейновому округу, водохозяйственный участок реки — Унжа от истока и до устья, речной подбассейн реки — Бассей притоков Волги ниже Рыбинского водохранилища до впадения Оки. Речной бассейн реки — (Верхняя) Волга до Куйбышевского водохранилища (без бассейна Оки).
По данным геоинформационной системы водохозяйственного районирования территории РФ, подготовленной Федеральным агентством водных ресурсов:
- Код водного объекта в государственном водном реестре — 08010300312110000015662
- Код по гидрологической изученности (ГИ) — 110001566
- Код бассейна — 08.01.03.003
- Номер тома по ГИ — 10
- Выпуск по ГИ — 0